# إعادة التقييم
إعادة التقييم هو تغيير في سعر سلعة أو منتج، أو بشكل خاص من عملة، وفي هذه الحالة يكون على وجه التحديد ارتفاع رسمي لقيمة العملة فيما يتعلق بعملة أجنبية في نظام سعر الصرف الثابت. في المقابل، تخفيض قيمة العملة هو خفض رسمي في قيمة العملة. تحت أسعار الصرف العائمة، ارتفاع قيمة العملة هو ارتفاع. إن تغيير القيمة الاسمية لعملة ما دون تغيير قوتها الشرائية هو إعادة تسمية، وليس إعادة تقييم (يتم ذلك عادة عن طريق إصدار عملة جديدة بقيمة اسمية مختلفة، وعادة ما تكون أقل، وسعر صرف مختلف، وعادة ما يكون أعلى، مع ترك العملة القديمة دون تغيير، ثم الجديد يحل محل القديم). 
في نظام سعر الصرف الثابت، يحتفظ البنك المركزي بسعر صرف معلَن رسميًا من خلال الاستعداد لشراء أو بيع العملات الأجنبية بهذا السعر. بشكل عام، إعادة تقييم العملة هو تعديل محسوب لسعر الصرف الرسمي للبلد بالنسبة لخط الأساس المختار. يمكن أن يكون خط الأساس من حيث المبدأ أي شيء من معدلات الأجور إلى سعر الذهب إلى العملات الأجنبية. في نظام سعر الصرف الثابت، لا يمكن تغيير القيمة الرسمية للعملة إلا بقرار من حكومة الدولة (على وجه التحديد، البنك المركزي). 
على سبيل المثال، لنفترض أن الحكومة قد حددت 10 وحدات من عملتها تساوي دولارًا أمريكيًا واحدًا. لإعادة التقييم، قد تغير الحكومة المعدل إلى 9.9 وحدة لكل دولار. سيؤدي ذلك إلى أن تكون هذه العملة أكثر تكلفة بقليل بالنسبة للأشخاص الذين يشترون تلك العملة بالدولار الأمريكي مما كان عليه سابقًا، ويكلف الدولار الأمريكي أقل قليلاً لمن يشترونها بالعملة الأجنبية. 

## الأسباب
إذا كانت القيمة الثابتة للعملة منخفضة بما فيه الكفاية، فإن البنك المركزي سيشهد تدفقا للعملة الأجنبية، لأن الأجانب سيجدون أنها غير مكلفة للحصول على العملة المحلية من البنك المركزي واستخدامها لشراء السلع المنتجة محليا، وبالتالي فإنهم سيشترون أكثر. مع تدفق العملات الأجنبية إلى مخزن احتياطياتها، من حيث المبدأ يمكن للبنك المركزي الحفاظ على هذا الوضع إلى أجل غير مسمى، والواقع أن المصدرين المحليين سوف يحبون هذا الوضع. ومع ذلك، قد يواجه البنك المركزي ضغوطًا سياسية من مصدرين لزيادة قيمة العملة: سيشتكي المستهلكون المحليون من أنهم يجدون أنه من المكلف شراء عملة أجنبية لشراء سلع قابلة للاستيراد؛ والحكومات الأجنبية، نيابة عن المصدرين الأجانب، قد تحث على إعادة التقييم لتحسين بيع بلدانهم للصادرات. 

## تأثيرات
إن إعادة تقييم العملة المحلية إلى قيمة أعلى مقابل العملات الأخرى سيجعلها أقل تكلفة بالنسبة للمستهلكين المحليين للحصول على الأموال الأجنبية لاستيراد البضائع الأجنبية، لذلك سوف يساعدهم في الاستيراد. من ناحية أخرى ، سيتمكن المنتجون المحليون من بيع عدد أقل من سلع التصدير لأن المستهلكين الأجانب سيجدون أن الحصول على الأموال المحلية التي يدفعون مقابلها أكثر تكلفة هو الثمن. لذلك ستصدر البلاد أقل. وبالتالي ، سينتقل ميزانها التجاري إلى فائض أصغر أو إلى عجز ، وسيشهد البنك المركزي انخفاضاً في صافي تدفقاته من العملات الأجنبية إلى احتياطياته ، أو حتى انعكاس في صافي التدفقات الخارجية. 
- الثابتة
- القيم